# Ernestia
Ernestia é um género botânico pertencente à família Melastomataceae.